# Quinta Batalla de Maturín
La Quinta Batalla de Maturín (11 de diciembre de 1814) fue un enfrentamiento militar que resultó en el epílogo de la Segunda República de Venezuela. Las fuerzas realistas, que por dos años habían intentando conquistar la plaza, destruyen la última gran guarnición patriota que quedaba en el país. 

## Antecedentes
Después de la derrota de Urica, el 7 de diciembre, el ejército republicano había desaparecido. El general José Félix Ribas y el coronel José Francisco Bermúdez habían logrado escapar y reunir a los dispersos sobrevivientes en su cuartel general. Entre tanto, después de la muerte del caudillo José Tomás Boves, su segundo Francisco Tomás Morales se preocupó primero de asegurar el mando del ejército realista.

## Batalla
Maturín era una plaza defendida por tres terraplenes y dos baterías, posiciones sólidas apoyadas al norte por el río Guarapiche y los pantanos al este le hacían fácilmente defendible, pero los republicanos tenían pocas municiones y baja moral. La guarnición sumaba 300 dispersos y cerca de 200 reclutas. Algunos oficiales quieren retirarse pero sus superiores ordenan resistir.
Morales llegó con su ejército en el anochecer del 10 de diciembre. Acampó afuera de la ciudad y secretamente ordenó a 1.500 hombres ocupar el paso del Hervidero pero la caballería de Manuel Cedeño hizo una salida y los rechazo con apoyo del fuego de las posiciones defensivas. A las 8:00 horas del día siguiente se ordenó el asalto del pueblo. Por tres horas los patriotas lograron resistir el ataque frontal pero entonces una columna que había flanqueado secretamente sus posiciones los atacó por la retaguardia y cayeron en pánico.
Los llaneros asaltaron la ciudad y asesinaron a todo mundo que encontraron para vengar las fuertes bajas que les causó la caballería del coronel José Gregorio Monagas. Los republicanos huyeron al bosque del Buen Pastor, la costa, 200 con Bermúdez a montaña Tigre y 3 o 4 oficiales con Ribas a los llanos de Caracas para unirse a Rafael Urdaneta (a quien creían en Barquisimeto). Ribas fue delatado, capturado y fusilado el 31 de enero de 1815 en Tucupido.

## Consecuencias
Morales persiguió a sus enemigos vencidos con 3.000 soldados, tomando Soro el 14 de febrero forzando a huir a Píar y Güiria el día siguiente haciendo lo mismo a Bermúdez, reduciendo ambos lugares a cenizas. Bermúdez escapó con 300 hombres a isla Margarita donde ayudó a Juan Bautista Arismendi a organizar la guarnición, pero ante la llegada de la fuerza expedicionaria de Pablo Morillo se exilió en Cartagena de Indias participando en la Independencia de Colombia.  Los sobrevivientes de ambas batallas y sus familias que no lograron escapar del continente fueron perseguidos por los llaneros y masacrados, estimándose en 3.000 los muertos. Cerca de donde pasaron dichos hechos, en Irapa el coronel Rivero y su guarnición de 400 hombres decidieron huir tras enterarse de la carnicería siendo interceptados y masacrados el 17 de febrero. Once días más tarde Irapa cayó en poder realista, acabándose así con el último reducto urbano republicano en territorio venezolano continental.
Tras la campaña quedaban en Venezuela únicamente en operaciones las siguientes guerrillas patriotas: José Antonio Páez en Apure con 1300 hombres, Manuel Piar y Cedeño en Guayana con 1.800, Monagas y Pedro Zaraza en los llanos orientales con 800, Arismendi en Margarita con 400 y Santiago Mariño en Cumaná y la costa con 800. En total 5.400 hombres. A estos podemos sumar los 1.200 infantes con 600 jinetes en Casanare al mando de Ramón Nonato Pérez y Juan Nepomuceno Moreno y los 50 guerrilleros de Vicente de La Torre y Abreu y su hija Barbarita de La Torre en Trujillo, siendo capturada esta última a finales de 1814 su padre se presentó y logró que el comandante realista Francisco María Farías aceptara fusilarlo a él en lugar de su hija a inicios de 1815. En 1816 solo operaban Zaraza en las montañas de Chaguaramas (200 hombres), Arismendi en Maturín (600), Monagas en Onoto (500), Rojas en Cumaná (200) y Páez, quién dominaba los Llanos. Se ha estimado que hasta el retorno de Simón Bolívar, las mesnadas guerrilleras sumaban entre 5.000 y 8.000 hombres (más los no combatientes que vivían con ellos), ninguna de ellas superando el millar.